# 25. julij
25. julij je 206. dan leta (207. v prestopnih letih) v gregorijanskem koledarju. Ostaja še 159 dni.

## Dogodki
- 306 – Konstantin I. Veliki proglašen za rimskega cesarja
- 1261 – Nikejci zasedejo Konstantinopel in tako omogočijo obnovitev Bizantinskega cesarstva
- 1593 – Henrik IV. javno prestopi iz protestantizma v rimokatoliško veroizpoved
- 1799 – Napoleon v bitki za Abukir porazi 10.000-glavo turško armado
- 1857 – odprta železniška proga med Ljubljano in Trstom
- 1866 – ameriški Kongres uvede čin general armade, prvi ga prejme Ulysses Grant
- 1868 – Wyoming postane ameriško ozemlje
- 1897 – Jack London se odpravi v Klondike, kjer je zlata mrzlica
- 1898 – ZDA napadejo Portoriko
- 1907 – Koreja postane japonski protektorat
- 1909 – Louis Blériot prvi preleti Rokavski preliv
- 1914 – Carska Rusija oznani, da bo zavarovala srbsko suverenost
- 1920 – vzpostavljeno prvo dvosmerno radijsko oddajanje prek Atlantika
- 1934 – nacisti ubijejo avstrijskega kanclerja Engelberta Dollfussa
- 1939 – v Ljubljani se prične petdnevni kongres Kristusa Kralja
- 1943 – odstavljen Benito Mussolini, zamenja ga Pietro Badoglio
- 1945 – Nemčija razdeljena na štiri okupacijske cone
- 1946 – ob prvem podvodnem jedrskem poskusu pri atolu Bikini se potopi ladja USS Saratoga
- 1952 – Portoriko dobi avtonomijo znotraj ZDA
- 1956 – v megli južno od otoka Nantucket trčita dve ladji, nesreča zahteva 51 žrtev
- 1957 – Tunizija postane republika
- 1969 – Richard Nixon razglasi novo doktrino v vietnamski vojni, kjer pričakuje, da se bodo azijske zaveznice same vojaško branile
- 1973 – izstrelitev sonde Mars 5
- 1978 – rodi se Louise Brown, prvi v epruveti spočeti otrok
- 1984 – Svetlana Jevgenjevna Savickaja kot prva ženska opravi vesoljski sprehod
- 1992 – na 15. poletnih olimpijskih igrah prvič samostojno nastopijo športniki Republike Slovenije
- 1994 – Izrael in Jordanija podpišeta mirovni sporazum
- 1997 – Kočeril Raman Narajanan postane indijski predsednik
- 1998 – ameriška mornarica splavi letalonosilko USS Harry S. Truman
- 2000 – ob vzletu iz Pariza strmoglavi Concorde, življenje izgubi 109 potnikov in članov posadke ter še 5 ljudi na tleh

## Rojstva
- 975 – Thietmar Merseburški, nemški kronist († 1018)
- 1016 – Kazimir I. Obnovitelj, poljski kralj († 1058)
- 1109 – Alfonz I., portugalski kralj († 1185)
- 1336 – Albert I., bavarski vojvoda († 1404)
- 1365 – U, korejski kralj († 1389)
- 1368 – Guy de Chauliac, francoski kirurg (* 1300)
- 1572 – Izak Lurija, otomanski judovski mistik, rabin, teolog (* 1534)
- 1575 – Christoph Scheiner, nemški jezuit, matematik, optik, astronom († 1650)
- 1750 – Henry Knox, ameriški general, minister († 1806)
- 1768 – William George Browne, angleški popotnik († 1813)
- 1805 – Johnnie Walker, škotski špecerist, ustanovitelj podjetja Johnnie Walker († 1857)
- 1844 – Thomas Eakins, ameriški slikar, kipar († 1916)
- 1847 – Paul Langerhans, nemški patolog († 1888)
- 1848 – Arthur James Balfour, britanski predsednik vlade († 1930)
- 1870 – Maxfield Parrish, ameriški slikar († 1966)
- 1874 – Sergej Vasiljevič Lebedjev, ruski kemik († 1934)
- 1880 – Ivan Zorec, slovenski pisatelj († 1952)
- 1883 – Louis Massignon, francoski rimokatoliški duhovnik, orientalist in raziskovalec islama († 1962)
- 1894 – Gavrilo Princip, srbski nacionalist († 1918)
- 1902 – Eric Hoffer, ameriški filozof († 1983)
- 1905 – Elias Canetti, judovski pisatelj, nobelovec 1981 († 1994)
- 1909 – Gianandrea Gavazzeni, italijanski skladatelj, dirigent († 1996)
- 1914 – Miroslav Zei, slovenski biolog († 2006)
- 1920 – 
  - Rosalind Franklin, angleška biofizičarka († 1958)
  - Čuširo Hajaši, japonski astrofizik († 2010)
- 1922 – John B. Goodenough, ameriški fizik, nobelovec († 2023)
- 1937 – Andrew Colin Renfrew, angleški arheolog († 2024)
- 1946 – Ljupka Dimitrovska, makedonsko-hrvaška pevka († 2016)
- 1955 – Iman, ameriška manekenka somalskega rodu
- 1967 – Matt LeBlanc, ameriški filmski igralec
- 1973 – Kenny Roberts, Jr., ameriški motociklistični dirkač
- 1978 – Louise Joy Brown, prvi v epruveti spočeti otrok
- 1986 – Hulk, brazilski nogometaš

## Smrti
- 306 – Konstancij Klor, rimski cesar (* 250)
- 1034 – Konstanca Arleška, francoska kraljica, žena Roberta II. (* 986)
- 1182 – Marija I. Boulognjska, grofica Boulogneja (* 1136)
- 1190 – Sibila Jeruzalemska, kraljica Jeruzalema, grofica Jaffe in Askalona (* 1160)
- 1195 – Herrad Landsberška, alzaška redovnica, enciklopedistka (* 1130)
- 1201 – Gruffydd ap Rhys II., valižanski kralj Deheubartha
- 1368 – Guy de Chauliac, francoski kirurg (* 1300)
- 1373 – Magnus II., vojvoda Braunschweig-Lüneburga (* 1324)
- 1398 – Antoniotto di Montaldo, 11. genovski dož (* 1368)
- 1471 – Tomaž Kempčan, nemški avguštinski menih in mistik (* 1380)
- 1492 – Inocenc VIII., papež italijanskega rodu (* 1432)
- 1564 – Ferdinand I. Habsburški, svetorimski cesar (* 1503)
- 1568 – Carlos de Austria - Don Carlos, španski plemič (* 1545)
- 1616 – Andreas Libavius, nemški kemik, zdravnik, alkimist (* ok. 1550)
- 1719 – Arp Schnitger, nemški graditelj orgel (* 1648)
- 1817 – Đorđe Petrović - Karađorđe, srbski upornik (* 1762)
- 1834 – Samuel Taylor Coleridge, angleški pesnik, kritik, filozof (* 1772)
- 1861 – Jonas Furrer, švicarski politik (* 1805)
- 1868 – Carlo Matteucci, italijanski fizik, nevrofiziolog in politik (* 1811)
- 1934 – Engelbert Dollfuß, avstrijski kancler (* 1892)
- 1936 – Heinrich Rickert, nemški filozof (* 1863)
- 1963 – Milan Skrbinšek, slovenski gledališki režiser (* 1886)
- 1969 – Witold Gombrowicz, poljski pisatelj in dramatik (* 1904)
- 1973 – Louis Stephen St. Laurent, kanadski predsednik vlade (* 1882)
- 1976 – John Clarke Slater, ameriški fizik, kemik (* 1900)
- 1980 – Vladimir Semjonovič Visocki, ruski pevec, pesnik, gledališki, filmski igralec, pisatelj (* 1938)
- 1986 – Vincente Minnelli, ameriški filmski režiser (* 1903)
- 1991 – Lazar Kaganovič, sovjetski politik (* 1893)
- 1997 – Ben Hogan, ameriški golfist (* 1912)
- 1998 – Jože Rajhman, slovenski literarni zgodovinar, teolog in leksikograf (* 1924)
- 2003 – John Richard Schlesinger, angleški filmski režiser (* 1926)
- 2022 – David Trimble, severnoirski politik (* 1944)

## Prazniki in obredi
- Sveti Jakob Apostol, liturgični praznik v katoliški Cerkvi
- Španija – dan sv. Jakoba
- Kostarika – obletnica priključitve province Guanacaste
- Kuba – predvečer dneva revolucije
- Portoriko – dan ustave
- Tunizija – dan republike
- Deviški otoki – dan molitev proti orkanom